# العلاقات اللاتفية الناوروية
العلاقات اللاتفية الناوروية هي العلاقات الثنائية التي تجمع بين لاتفيا وناورو.

## مقارنة بين البلدين
هذه مقارنة عامة ومرجعية للدولتين:
| وجه المقارنة                                              | لاتفيا                                             | ناورو                          |
| --------------------------------------------------------- | -------------------------------------------------- | ------------------------------ |
| المساحة (كم2)                                             | 64.59 ألف                                          | 21                             |
| عدد السكان (نسمة)                                         | 1.93 مليون                                         | 10.08 ألف                      |
| الكثافة السكانية (ن./كم²)                                 | 29.88                                              | 48.00 ألف                      |
| العاصمة                                                   | ريغا                                               | ضاحية يارين                    |
| اللغة الرسمية                                             | اللغة اللاتفية                                     | اللغة الناورونية، لغة إنجليزية |
| العملة                                                    | يورو، لاتس لاتفي، الروبل اللاتفي ‏، الروبل اللاتفي ‏ | دولار أسترالي                  |
| الناتج المحلي الإجمالي (بليون دولار)                      | 30.26 مليار                                        | 113.88 مليون                   |
| الناتج المحلي الإجمالي (تعادل القوة الشرائية) بليون دولار | 49.24 مليار                                        | 162.98 مليون                   |
| الناتج المحلي الإجمالي الاسمي للفرد دولار أمريكي          | 14.06 ألف                                          | 9.83 ألف                       |
| الناتج المحلي الإجمالي للفرد دولار أمريكي                 | 23.55 ألف                                          |                                |
| مؤشر التنمية البشرية                                      | 0.819                                              |                                |
| رمز المكالمات الدولي                                      | +371                                               | +674                           |
| رمز الإنترنت                                              | .lv                                                | .nr                            |
| المنطقة الزمنية                                           | ت ع م+02:00، ت ع م+03:00، أوروبا/ريغا ‏             | ت ع م+12:00                    |

## منظمات دولية مشتركة
يشترك البلدان في عضوية مجموعة من المنظمات الدولية، منها:
| علم المنظمة | اسم المنظمة                   | تاريخ انضمام لاتفيا | تاريخ انضمام ناورو |
| ----------- | ----------------------------- | ------------------- | ------------------ |
|             | منظمة الشرطة الجنائية الدولية | ?                   | ?                  |
|             | يونسكو                        | 9 يوليو 1951        | 17 أكتوبر 1996     |
|             | منظمة حظر الأسلحة الكيميائية  | ?                   | ?                  |
|             | الاتحاد البريدي العالمي       | ?                   | ?                  |
|             | الأمم المتحدة                 | 17 سبتمبر 1991      | 14 سبتمبر 1999     |
|             | الاتحاد الدولي للاتصالات      | 11 ديسمبر 1921      | 10 يونيو 1969      |

## وصلات خارجية
- موقع وزارة الخارجية اللاتفية